# Claas
CLAAS KGaA GmbH (по-русски произносится Клаас) — немецкая машиностроительная компания, крупный производитель сельскохозяйственной техники. Штаб-квартира — в городе Харзевинкель (земля Северный Рейн-Вестфалия).
Основана в 1913 году.

## История

### Основание
История компании началась в 1887 году, когда Франц Клаас основал в Клархольце компанию по производству молочных центрифуг. Примерно с 1900 года он также производил здесь другую сельскохозяйственную технику, например, вяжущие устройства для соломы и резаки для косилок.
Официальное основание компании произошло в 1913 году, когда сын Франца Клааса, Август Клаас, сообщил ответственному офису в Херцеброке, что он производит соломенные переплеты с двумя слесарями и одним неквалифицированным рабочим. В 1914 году его братья Франц (младший) и Бернхард Клаас также присоединились к компании. Затем компания была продолжена под названием «Gebr. Claas». Четвертый брат, Тео, официально присоединился к компании в качестве партнера в 1940 году.

## Собственники и руководство
Председатель совета акционеров, Председатель Наблюдательного совета  — Катрина Клаас-Мюльхойзер.

## Деятельность
CLAAS имеет 13 заводов в Европе, Азии и Америке, на которых работает свыше 11 тыс. человек. В гамму продукции CLAAS входят зерно- и кормоуборочные комбайны, тракторы, пресс-подборщики, кормовые машины, телескопические погрузчики.
Оборот в 2021 году — €4,797 млрд евро, чистая прибыль — €272,6 млн евро.

### Claas в России
Компания CLAAS начала свою сбытовую деятельность в России в 1992 году. 15 мая 1999 г. в Москве была зарегистрирован компания ООО КЛААС Восток. В мае 2003 года в Краснодаре была зарегистрирована компания ООО «КЛААС» и начато производство комбайнов на территории РФ. С 2006 года сбыт техники организован через сбытовую компанию ООО КЛААС Восток при участии 19 партнеров по сбыту, которые работают по всей территории России.
В 2016 году открыт новый склад в Климовске.

#### Завод в Краснодаре
ООО «КЛААС» является единственным в России заводом по производству сельхозтехники бренда CLAAS. Входит в четверку крупнейших среди 13 производственных предприятий концерна по всему миру. Завод производит зерноуборочные комбайны TUCANO и тракторы AXION, XERION.
На предприятии организован полный цикл производства зерноуборочных комбайнов. Площадь предприятия: 48 га, численность персонала 550 человек. С 2003 по 2020 годы инвестиции составили 160 млн.евро.

##### История
27 мая 2003 года в Краснодаре было зарегистрировано ООО «КЛААС». Спустя два года в западной части Краснодара была введена в эксплуатацию первая очередь завода «КЛААС». Параллельно со строительством завода в 2003 году была организована сборка комбайнов MEGA 350/360/370 на арендованных площадях. CLAAS стала первой среди компаний-производителей сельхозтехники с иностранным капиталом, которая организовала собственное производство на территории РФ. Мощности предприятия были рассчитаны на 1000 комбайнов в год, а количество сотрудников не превышало 100 человек. По данным компании, в 2006 году на заводе собрано 240 комбайнов Mega-350/360/370, в первом полугодии 2007 года — 170. В 2006 году выручка составила 1,213 млрд руб., чистая прибыль — 63,6 млн руб. В 2007 году завод приступил к сборке тракторов Atles. В 2008 году в Краснодаре началось производство комбайнов типа TUCANO. В 2011 году произошел запуск производства тракторов модельного ряда XERION.Через год производственная линейка добавилась тракторами модельного ряда AXION.
2015 год, открытие второй очереди завода 
В 2013 году компания CLAAS заявила о расширении производства и старту строительства второй очереди завода с полным циклом производства сельхозтехники. Строительство шло рекордными сроками и уже в 2015 году вторая очередь завода была сдана в эксплуатация. 1 октября 2015 года состоялось торжественное открытие второй очереди завода.
Объем инвестиций в расширение существующего производства составил 120 млн.евро. Построены новые цеха металлообработки, окраски и монтажа. Производственная площадь предприятия увеличена в девять раз и составляет около 45 тыс. м². Во второй очереди завода теперь организован полный технологический цикл производства комбайнов, включающий такие операции, как лазерный раскрой металла, гибка металла, сварка полуавтоматами, подготовка поверхности и катафорезное грунтование на автоматизированной линии, порошковая окраска. Реализация проекта позволила увеличить численность сотрудников до 500 человек.
2016 год, подписание СПИК
В 2016 году на Петербургском международной экономическом форуме (ПМЭФ) завод «КЛААС» подписал с Министерством промышленности и торговли РФ первый специальный инвестиционный контракт (СПИК). СПИК направлен на модернизацию производства зерноуборочных комбайнов, достижение максимальной степени локализации.
СПИК гарантирует получение государственных субсидий, неизменность налогового режима для производителя и ряд других условий. За это Claas взяла на себя ряд обязательств, включая инвестиции в размере 750 миллионов рублей, расширение штата сотрудников, экспорт не менее 5 % готовой продукции, трансфер технологий из Германии в Россию. Условия контракта рассчитаны на 10 лет, до 2026 года и предполагают постоянное увеличение уровня локализации производства комбайна.
В 2016 году зерноуборочные комбайны TUCANO получили статус «произведено в России».
2020 год, модернизация предприятия
В 2020 году завод «КЛААС» заявил о модернизации производства и расширению цехов металлообработки, окраски и логистического обеспечения. До конца 2021 года около 680 млн.рублей будет инвестировано в строительство, закупку оборудования и технологическую модернизацию. Общая сумма вложений в расширение производственных площадей и развитие социально-бытовой инфраструктуры завода составила 950 млн руб. Проект модернизации предусматривает расширение почти в 1,5 раза площадей цеха металлообработки до 16 тыс.кв.м.; увеличение конвейерной системы в покрасочном цехе более чем на 30 % (до 3000 м); установка дополнительной кабины для порошковой окраски; строительство логистического цеха на 1100 складских мест.